# لاگودخی
لاگودخی (به گرجی: ლაგოდეხი) شهری در استان کاختی گرجستان است. جمعیت این شهر طبق سرشماری سال ۲۰۰۹ میلادی ۷٬۵۰۰ نفر بوده‌است.